# Мейснер, Яков Иванович
Яков Иванович Мейснер (1756 — после 1818) — инженер-генерал-майор русской императорской армии.

## Биография
Родился в 1756 году. Происходил из дворян Лифляндской губернии.
Был выпущен 14 июня 1773 года из Артиллерийского и Инженерного шляхетского кадетского корпуса штык-юнкером во 2-й фузилерный полк; 2 января 1775 года произведён в прапорщики с переводом во 2-й канонирский полк, а 4 мая 1788 года переведён в Инженерный корпус с чином капитан-поручика. Участвовал в русско-шведской войне 1788—1790 годов, Русско-польской войне 1792 года, в подавлении восстания 1794 года и за отличие при штурме Праги был произведён в премьер-майоры; 6 февраля 1797 года переименован в инженер-майоры и назначен в «комиссию о мостах и дорогах в Финляндии прокладываемых»; в июне 1799 года стал полковником, но в сентябре того же года был уволен «за несвоевременное составление отчетов». Очень скоро, 1 января 1800 года, был возвращён на службу и 26 ноября 1802 года за 25 лет службы в офицерских чинах получил орден Св. Георгия 4-й степени.
В 1807 году находился в гарнизоне Данцига, осажденного французами, участвовал в сооружении оборонительных укреплений и был ранен в грудь осколком гранаты. Во время русско-шведской войны 1808—1809 гг. участвовал в осаде Свеаборга и Тавастгуста и был награжден золотой шпагой.
В 1812 году служил в Финляндском инженерном округе и 23 июля был назначен состоять при штабе генерал-лейтенанта Ф. Ф. Штейнгеля «исправляющим должность начальника полевых инженеров». Участвовал в боях под Ригой, «устроив паромную переправу у Икскуля для четырех пехотных батальонов с полуротой артиллерии, кои ударили на неприятеля в тыл у Олая и отбросили его с потерею». Затем был при освобождении Митавы и Мемеля.
Во время войны шестой коалиции в 1813 году находился при осаде крепости Эльбинг и за отличия, оказанные при взятии этой крепости, 29 марта 1813 года был произведён в генерал-майоры. Принимал участие в осаде Данцига, после взятия которого в декабре 1813 году ему было поручено руководить работами по исправлению повреждений в крепостных сооружениях. С 28 августа 1814 г. служил помощником начальника Варшавского инженерного округа.
В 1818 году вышел в отставку.

## Награды
- орден Св. Владимира 4-й ст. с бантом (03.10.1791?)
- орден Св. Георгия 4-й ст. (1802)
- орден Св. Анны 2-й ст. с алмазами
- золотая шпага «за храбрость»
- Крест «За взятие Праги»

## Семья
Был дважды женат. Первая жена (с 4 мая 1777) — баронесса Катарина-Элизабета фон Дельвиг (14.03.1748, Ревель — 03.08.1800, Фридрихсгам); вторая (с 21 января 1806) — Якобина-Катарина (Яковлевна) Стевен (21.02.1786, Фридрихсгам — 04.09.1862, Минцы).
Дети:
- Алексей (1807—1882)
- Иван (1808—1857)
- Александр (1810—?)
- Фёдор (1816—1903), его внук — Дмитрий Иванович Мейснер (1899—1980)
- Евгений (1817—1895)